# Shangpa-kagyü

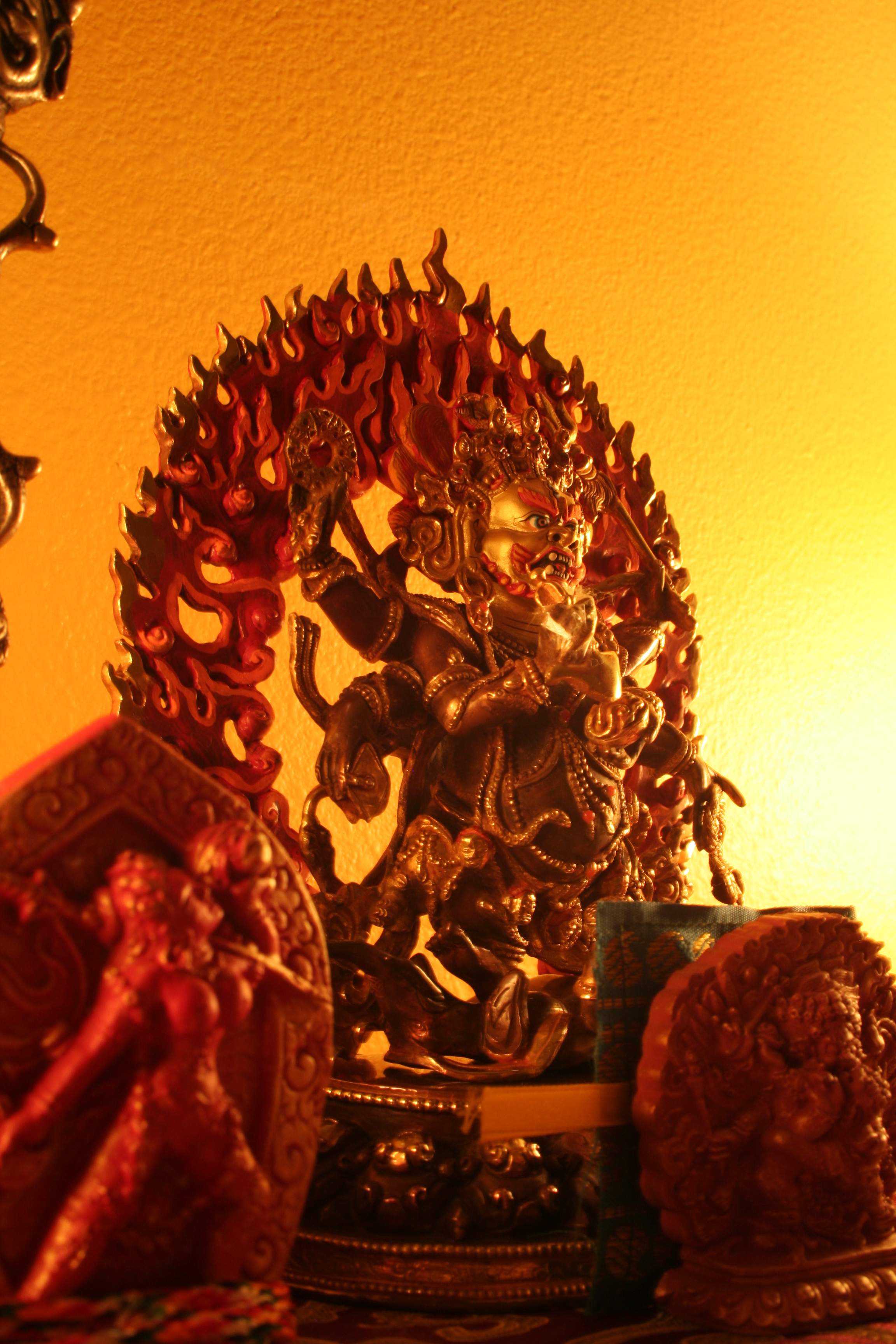
Den vanliga dharmapalan inom Shangpa är den sexarmade Mahākāla.

Shangpa-kagyü (Dzongkha: ཤངས་པ་བཀའ་བརྒྱུད; Wylie: shangs pa bka' brgyud), eller helt enkelt shangpa, är en gren av kagyü-skolan inom den tibetanska buddhismen. Det är den skola som till skillnad från de mera kända marpa- och dagpo-skolorna är grunden till alla nutida kagyü-skolorna. Namnet betyder "Den muntliga traditionen från mannen från Shang" och har varit en mer hemlig gren av kagyü. 
Sangpa grundades i Tibet på 1000-talet av den tibetanske mästaren Khyungpo Neljor. Neljor var lärjunge till Tilopas lärjunge yoginin och ḍākinīn  Vajradhara Niguma. Hon var syster till Naropa och kan sägas vara den kvinnliga mästare som Shangpa går tillbaka på, men den går också tillbaka till Sukhasiddhis läror. Båda dessa kvinnliga mästare verkade vid klostret i Shang-dalen, som gett sitt namn åt skolan.

## Historik
Neljor ville utöka de läror han fått del av i Tibet Sukhasiddi och reste till Indien för att studera hos Niguma. Där lärde han sig teknikerna för Mahamudra och Nigumas sex yogatyper, vilka påminner om Naropas sex yogatyper men inte är identiska.
Khyungpo Neljor kom att bli Nigumas närmaste lärjunge och den enda hon gav sina mest esoteriska läror vidare till.
Thang Tong Gyalpo var en annan lärjunge som kom Niguma nära. Han utvecklade en egen skola under Shangpa Kagyu-skolan, thangs lugs (wylie).
När Neljor återvände till Tibet grundade han ett kloster vid Shang i Ü-Tsang. Här kom han med tiden att bli ”Lama av Shang”. Neljor sägs ha grundat hundratals kloster och tagit emot tusentals lärjungar, men ska ändå bara ha lämnat vidare Nigumas hemligheter till en enda lärjunge, Mochok Rinchen Tsondru. Niguma hade nämligen instruerat Neljor att lämna vidare de esoteriska delarna av läran till en enda lärjunge under de första sju generationerna, där räkningen började med Vajradhara och Niguma.
Från Mochok Rinchen Tsondru gick läran vidare till Kyergang Chokyi Senge, Nyenton Rigung Chokyi Sherab och Songjay Tenpa Tsondru Senge. Dessa första sju brukar kallas Shangpa-traditionens Sju Juveler. Songjay Tenpa blev den förste mästaren som förde läran vidare till fler än en lärjunge. Efter detta delades skolan upp på ett flertal grenar.

## Shangpa under de senaste århundradena
Shangpa-läran är högt ansedd och anammad av många andra skolor, men upphörde som självständig skola redan på 1600-talet. På 1800-talet samlade Jamgon Kongtrul den kollektion av skrifter som kom att bli känd som De fem skatterna. Dessa skrifter är tillsammans några av de största skriftsamlingarna för alla tibetanska buddhistiska forskare och återupplivade Sangpas läror.
Shangpa-lärorna återuppbyggdes också under 1900-talet av Kalu Rinpoche, som hade många lärjungar både i Tibet och i Väst.
Sedan Kalu Rinpoche dött tog hans främste lärjunge Bokar Tulku Rinpoche över. Efter Bokar Rinpoche följde den unge tulkun Yangsi Kalu 2008.